# イラクサ
イラクサ（刺草、学名: Urtica thunbergiana）は、イラクサ科イラクサ属の多年草。群生することが多い。別名、イタイタグサ。
またはイラクサ属の類の総称。
「蕁麻疹」の名称の由来とされる「蕁麻（じんま）」は、中国大陸に分布する、本種と近縁ではあるが別種のトウイラクサ U. fissa E.Pritz. ex Diels (1900) の名前である。

## 特徴
茎は四角形で縦稜があり、下向きの微毛が密に生え、直立して高さ40-80cmになる。茎に刺毛があり、刺さると痛い。葉は対生し、葉身は卵形から卵円形で、長さ5-15cm、幅4-10cm、縁は欠刻状の粗い鋸歯で、しばしば重鋸歯状になる。葉身の先は尾状にとがり、基部は心形、葉の両面に細点が多く、表面に伏毛がまばらに生え、裏面の葉脈上に短毛が生える。葉柄は葉身とほぼ同じ長さになる。茎の各節に2個の托葉があり、長楕円形で長さ7-8mmになり、ときに先端が2裂する。
花期は9-10月。雌雄同株。葉腋から1対の穂状花序を出し、雌花序は上方の葉腋につき、雄花序は下方の葉腋につく。雄花は緑白色で径2mm、花被片は4個、雄蕊も4個ある。雌花は淡緑色で、花被片は4個、内側の2個は花後に増大して痩果を覆う。果実は緑色で卵形の痩果で、扁平で長さ約1mmになる。
茎や葉に生える刺毛（トゲ）の基部にはアセチルコリンとヒスタミンを含んだ液体の入った嚢があり、トゲに触れその嚢が破れて皮膚につくと強い痛みがある。死亡することはないが、蕁麻疹を発症することがある。

## 分布と生育環境
日本では、本州の福島県以南、四国、九州に分布し、山地の林縁や林内の湿った場所に生育する。世界では、朝鮮半島、台湾に分布する。

## 名前の由来
和名イラクサは、「刺草」の意で、茎葉にある刺毛に刺されると疼痛を感じることによる。別名のイタイタグサも「痛痛草」の意で、同じ意味である。
属名 Urtica は、ラテン語の uro で、「燃やす」「ちくちくする」に由来する古典ラテン語であり、この属の種にギ酸を含む刺毛があり、触れるとちくちくと痛むことによる。種小名（種形容語）thunbergiana は、スウェーデンの植物学者で、「日本植物誌」をはじめて発表したカール・ツンベルクへの献名である。

## 総称としての「イラクサ」
ヨーロッパや北米の近縁種セイヨウイラクサ (Urtica dioica)（英名：Stinging nettle）も「イラクサ」と訳されることが多いが、日本に野生するイラクサとは別種である。
また、若芽が山菜として利用されるミヤマイラクサも、時として「イラクサ」と称されることがあるが、ミヤマイラクサはムカゴイラクサ属 (Laportea) であり、イラクサとは別属である。
アイヌ民族がテタラペ（レタルペ）と呼んだ草皮衣の素材となった「イラクサ」は、本種ではなく、同属のエゾイラクサおよびムカゴイラクサ属のムカゴイラクサ Laportea bulbifera である。

## 種の保全状況評価
国（環境省）のレッドデータブック、レッドリストでの選定はない。都道府県のレッドデータ、レッドリストの選定状況は、福島県と鹿児島県が準絶滅危惧となっている。

## ギャラリー

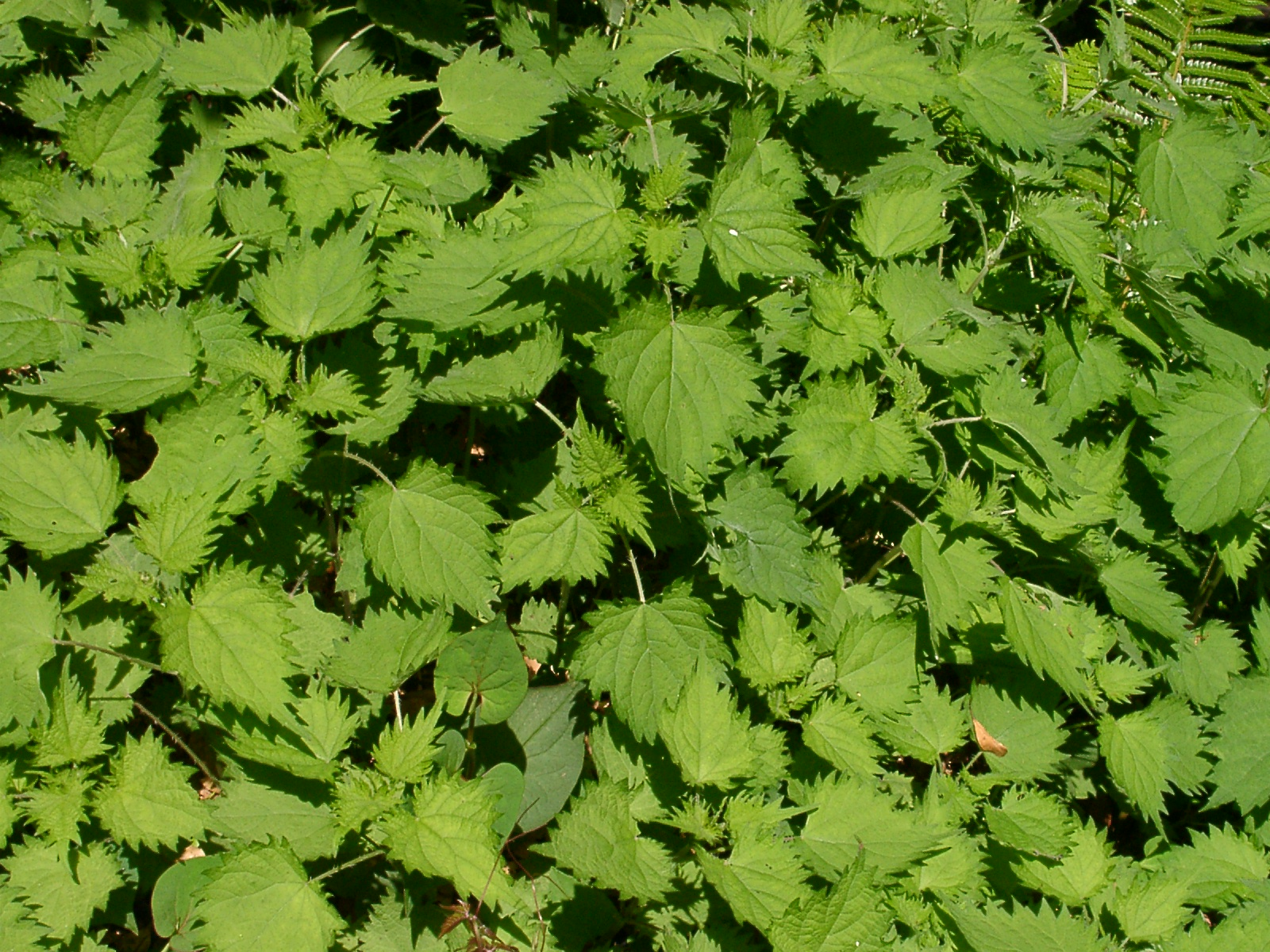
神奈川県真鶴町 4月下旬
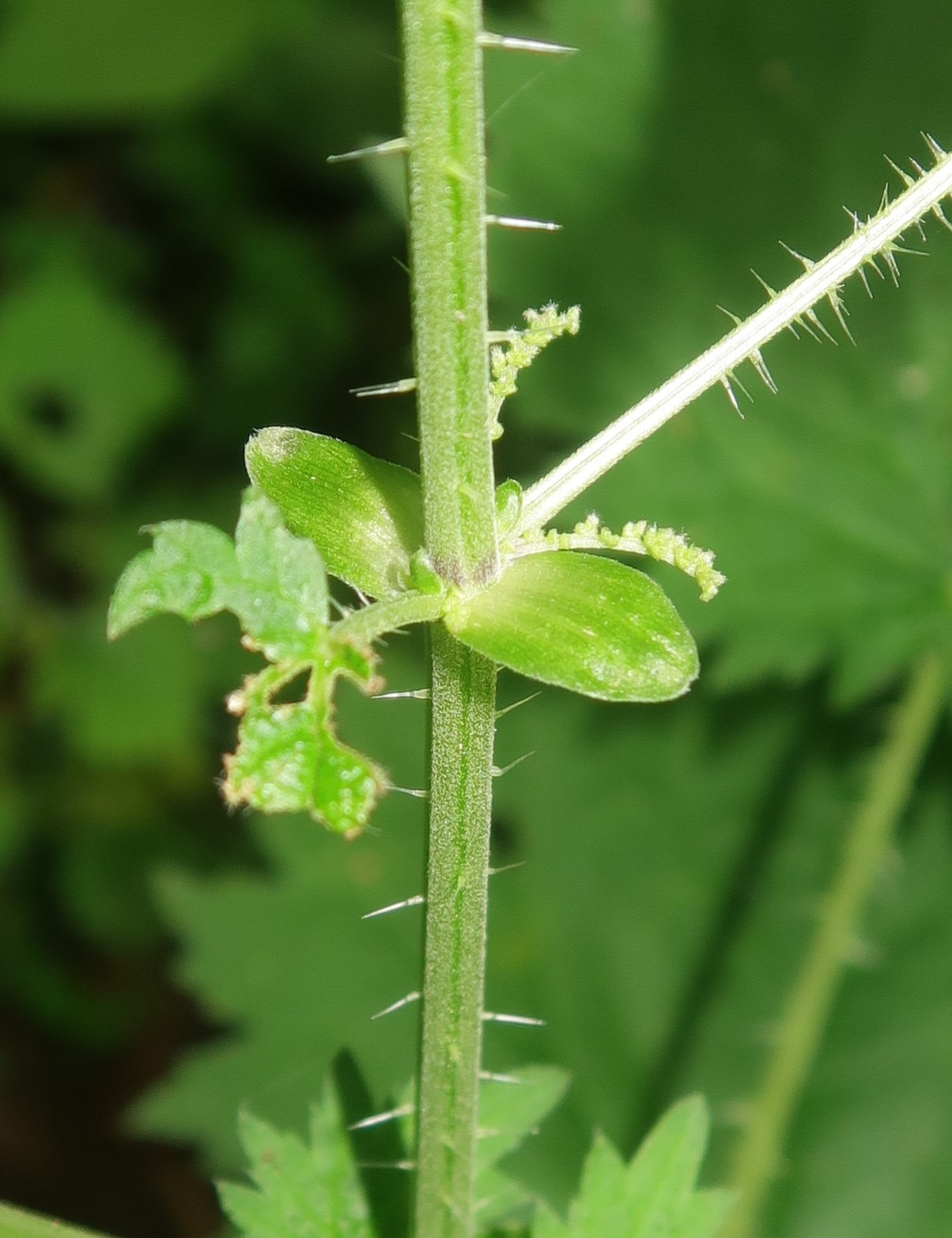
茎の各節に2個の托葉があり、長楕円形になる。茎と葉柄に刺毛が多い。
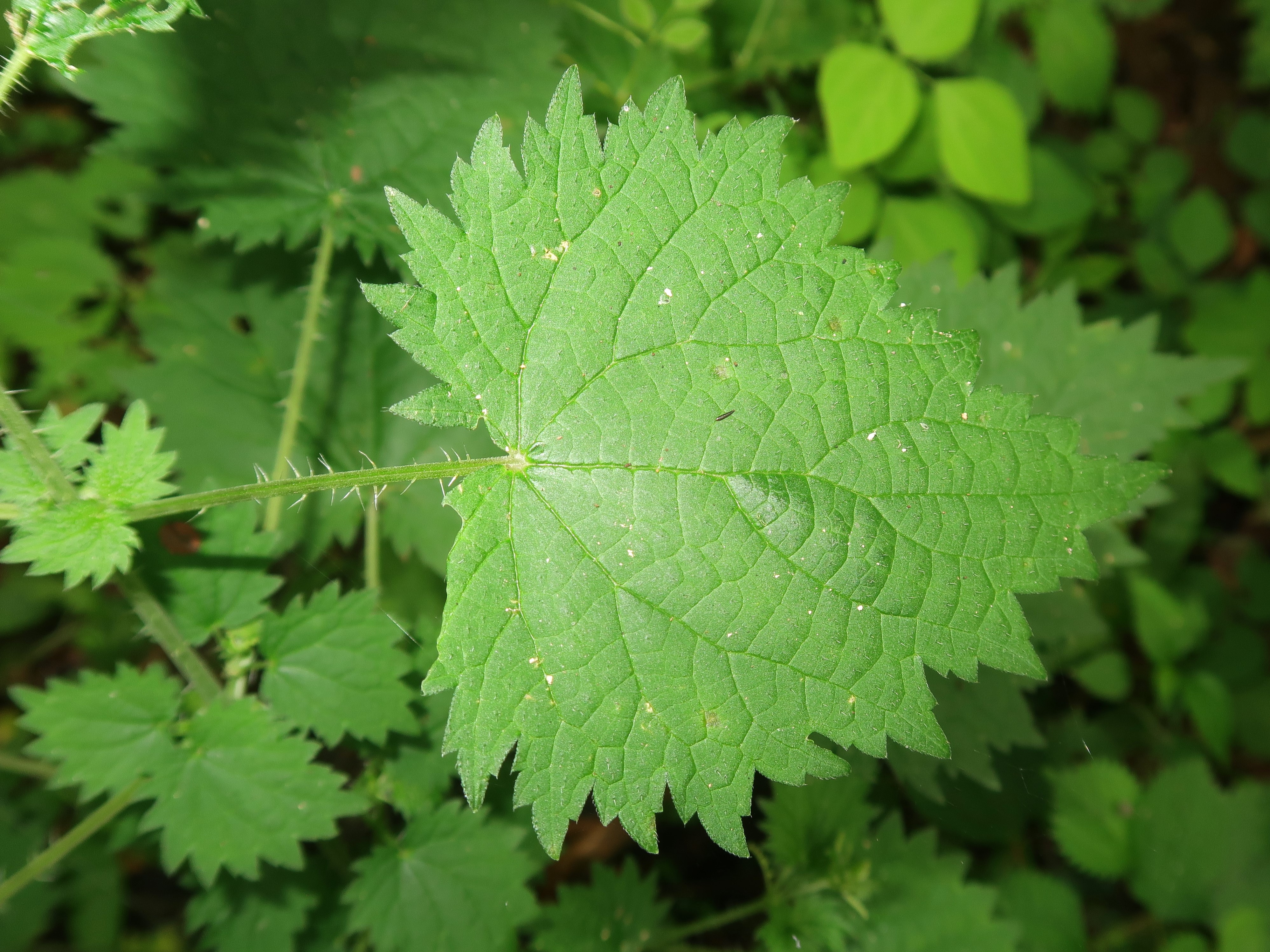
葉身は卵形から卵円形で、縁は重鋸歯状になる。葉身の先は尾状にとがり、基部は心形になる。
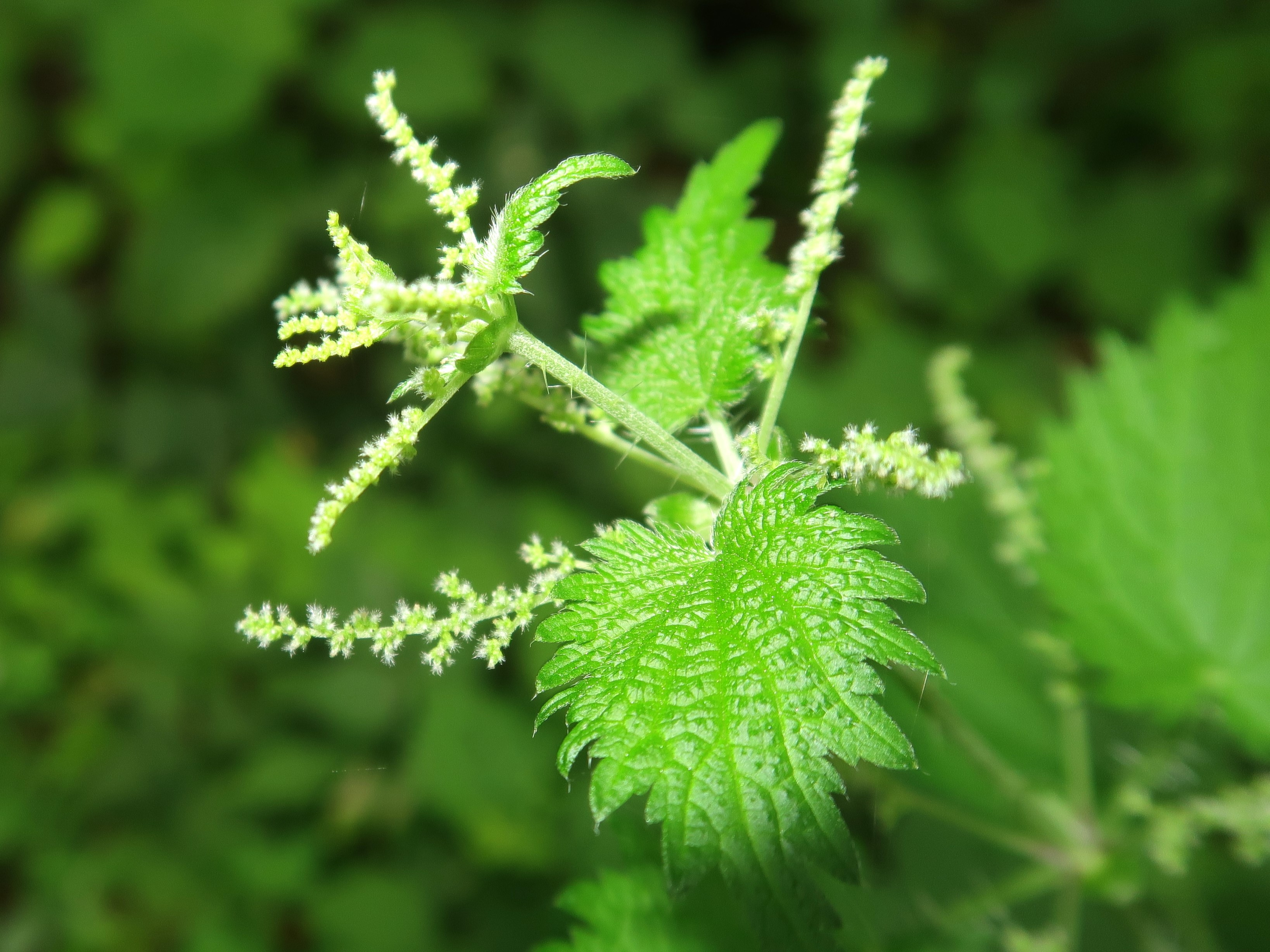
上部の葉腋についた雌花序。
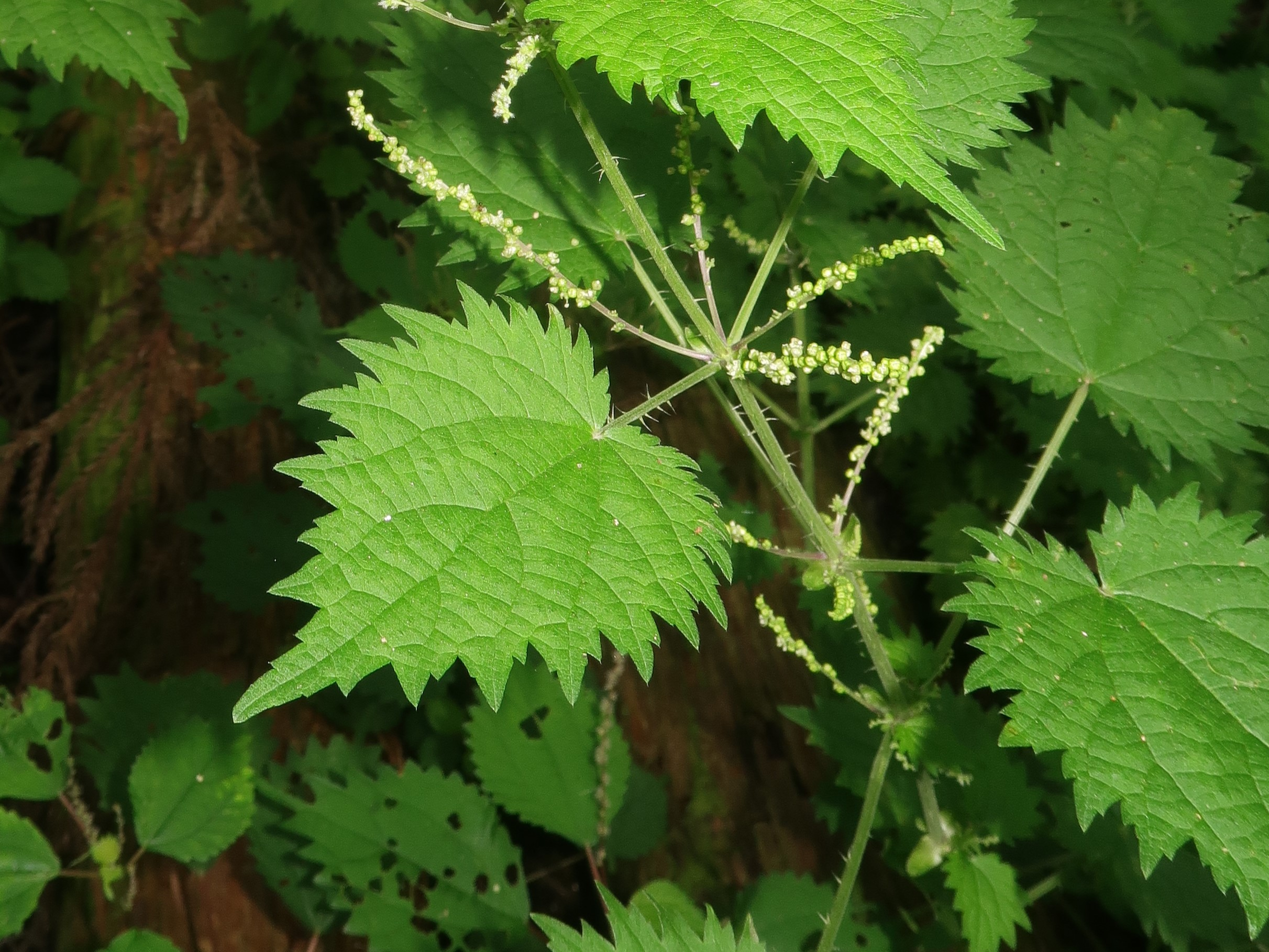
下部の葉腋についた雄花序。

## 分類
イラクサ科のうち、植物体に触ると痛い刺毛があるものに、ムカゴイラクサ属 Laportea Gaudich. と本種が属するイラクサ属 Urtica L. があり、ムカゴイラクサ属は葉が互生し、イラクサ属は葉が対生する。イラクサ属に属する日本に分布する種は、本種のほか、エゾイラクサ Urtica platyphylla Wedd.、コバノイラクサ U. laetevirens Maxim.およびホソバイラクサ U. angustifolia Fisch. ex Hornem. var. angustifoliaがある。
本種とエゾイラクサは、托葉が各節に2個あり、本種の葉は卵形で、鋸歯は欠刻状の重鋸歯になるのに対し、エゾイラクサの葉は狭卵形から卵状長楕円形になり、鋸歯は単鋸歯になる。エゾイラクサは、南千島、北海道、本州の中部地方以北、千島列島、サハリン、シベリア東部、カムチャツカ半島に分布する。コバノイラクサとホソバイラクサは、托葉が各節に4個あり、コバノイラクサの葉は卵形から広卵形で小型で先は長くとがらず、鋸歯は単鋸歯になり、ホソバイラクサの葉は本種と比べ幅が細く、先は細長くとがる。コバノイラクサは北海道、本州の近畿地方以北、朝鮮半島、中国大陸に分布し、ホソバイラクサは北海道、本州、四国、九州、朝鮮半島、中国大陸、シベリア東部、カムチャツカ半島に分布する。

## 利用
薬用部分は全草。夏から秋にかけて全草を採り、日干しして乾燥させる。近年ではセイヨウイラクサの葉を乾燥したものが「ネトル茶」などとして流通しており、「花粉症に悩む方の体質改善に」などと謳われることが多い。

## 奈良公園のイラクサ
奈良県にある奈良公園では、シカによる食害を防ぐために自身が「毒をもつトゲ」を多く持つように進化した、との研究結果を奈良女子大学・加藤禎孝らのグループがまとめた。グループは、県南部などのイラクサに比べ50倍以上もトゲが多く、この特徴が種子にも受け継がれていることを確認。実際、公園内のイラクサ、県南部のイラクサでシカに食べられやすいのはどちらか、という実験を行ったところ、県南部のものは全て食べられたが、公園内のイラクサは60%以上も残ったという。これについて教授は「1200年という長い間に、シカに対する防御機構が進化したのだろう」と話している。

## セイヨウイラクサ
セイヨウイラクサは、アンデルセン「野の白鳥」（グリム童話「六羽の白鳥」と似た話）に呪いを解く鍵として出て来る。